# Лос Уизачес (Артеага)
Лос Уизачес (шп. Los Huizaches) насеље је у Мексику у савезној држави Мичоакан у општини Артеага. Насеље се налази на надморској висини од 1020 м.

## Становништво
Према подацима из 2005. године у насељу је живело 17 становника.

### Хронологија
| Година       | 2005 |
| ------------ | ---- |
| Становништво | 17   |

### Попис
| # | Индикатор                        | Вредност |
| - | -------------------------------- | -------- |
| 1 | Укупно појединачних домаћинстава | 2        |